# Liste de films tournés dans le département du Morbihan
Un certain nombre d'œuvres cinématographiques et télévisuelles ont été tournés complètement ou partiellement dans le département du Morbihan.
Voici une liste à compléter de films, téléfilms, feuilletons télévisés, films documentaires... tournés dans le département du Morbihan, classés par commune et lieu de tournage et date de diffusion.
- Haut – A
- B
- C
- D
- E
- F
- G
- H
- I
- J
- K
- L
- M
- N
- O
- P
- Q
- R
- S
- T
- U
- V
- W
- X
- Y
- Z

## A
- Arradon
  - 1979 : Série TV L'Île aux trente cercueils de Marcel Cravenne, en partie tourné sur l'île Irus
  - 1980 : Mon oncle d'Amérique d'Alain Resnais[1]
  - 1991 : Les Clés du paradis de Philippe de Broca[1]
  - 2016 : 4e épisode de la 1re saison de la série Agathe Koltès de Christian Bonnet[2]

- Auray
  - 1996 : Marion du Faouët de Michel Favart[1]
  - 2016 : West Coast de Benjamin Weill[3]
  - 2020 : L'Esprit de famille d'Éric Besnard[4]

- Arzon
  - 1983 : Les Falaises de la liberté de Jacques Manier[1]

## B
- Baden
  - 1988 : Chouans ! de Philippe de Broca[1]
  - 2016 : plusieurs épisodes de la 1re saison de la série Agathe Koltès de Christian Bonnet[5] (Port-Blanc, pointe de Toulvern)

- Baud :
  - 2016 : West Coast de Benjamin Weill[6]

- Belle-Île-en-Mer
  - 1947 : La Fleur de l'âge de Marcel Carné
  - 1948 : Le Tempestaire de Jean Epstein
  - 1973 : Traitement de choc de Alain Jessua
  - 1988 : Alcyon de Fabrice Cazeneuve
  - 1988 : Chouans ! de Philippe de Broca
  - 2005 : Série TV Dolmen de Didier Albert
  - 2014 : Entre vents et marées de Josée Dayan[4].
  - 2021 : Lui de Guillaume Canet[7]

- Belz
  - 2016 : 4e épisode de la 1re saison de la série Agathe Koltès de Christian Bonnet (Saint-Cado)[2]

- Le Bono
  - 2010 : L'Homme qui voulait vivre sa vie d'Éric Lartigau
  - 2016 : 5e épisode de la 1re saison de la série Agathe Koltès de Christian Bonnet[8]

## C
- Carnac
  - 1960 : Le Voyage en ballon d'Albert Lamorisse[9]
  - 2012 : Sea, No Sex and Sun de Christophe Turpin
  - 2016 : West Coast de Benjamin Weill[3]
  - 2016 : 6e épisode de la 1re saison de la série Agathe Koltès d'Adeline Darraux[10]

- Crac'h
  - 1979 : Série TV L'Île aux trente cercueils de Marcel Cravenne

## E
- Elven (Forteresse de Largoët)
  - 1947 : Les Chouans de Henri Calef
  - 1961 : Le Monocle noir de Georges Lautner
  - 1974 : Lancelot du Lac de Robert Bresson
  - 1988 : Chouans ! de Philippe de Broca

- Erdeven
  - 2020 : L'Esprit de famille d'Éric Besnard[4]

- Étel
  - 2011 : Dix-sept filles de Delphine Coulin

## G
- Guidel
  - 1985 : L'Amour en douce d'Édouard Molinaro
  - 2011 : Dix-sept filles de Delphine Coulin

## H
- Hœdic
  - 1932 : L'Or des mers de Jean Epstein
  - 1977 : Le Naufrage de Monte-Cristo de Josée Dayan
  - 1982 : Reflux de Patrick Le Gall
  - 1988 : Chouans ! de Philippe de Broca

## I
- Île-aux-Moines
  - 1979 : Série TV L'Île aux trente cercueils de Marcel Cravenne
  - 1985 : À nous les garçons de Michel Lang[1]
  - 1992 : Conte d'hiver d'Éric Rohmer[1]
  - 2003 : La Petite Lili de Claude Miller[1]
  - 2016 : 3e épisode de la 1re saison de la série Agathe Koltès de Christian Bonnet[11]

## L
- Languidic :
  - 2023 : L'Île prisonnière d'Elsa Bennett et Hippolyte Dard[12]

- Larmor-Baden
  - 1994 : L'Île aux mômes de Caroline Huppert (à Gavrinis)[1]
  - 2016 : 1re saison de la série Agathe Koltès de Franck Lebreton[13]

- Locmariaquer
  - 2020 : L'Esprit de famille d'Éric Besnard[4]
  - 2023 : L'Île prisonnière d'Elsa Bennett et Hippolyte Dard[12]

- Locmiquélic
  - 2015 : Le Combat ordinaire de Laurent Tuel[14]

- Lorient
  - 1977 : Le Crabe-tambour de Pierre Schoendoerffer
  - 1985 : L'Amour en douce d'Édouard Molinaro
  - 1991 : Lune froide de Patrick Bouchitey
  - 2011 : Dix-sept filles de Delphine Coulin
  - 2015 : Le Combat ordinaire de Laurent Tuel[14], d'après la série de bandes dessinées éponyme de Manu Larcenet
  - 2018 : Volontaire d'Hélène Fillières

## M
- Meucon
  - 1988 : Chouans ! de Philippe de Broca

## N
- Néant-sur-Yvel
  - 1968 : Les Enfants de Néant de Michel Brault

## P
- Plœmeur
  - 2011 : Dix-sept filles de Delphine Coulin
  - 2016 : West Coast de Benjamin Weill[6]

- Ploërmel
  - 1961 : Le Monocle noir de Georges Lautner
  - 2004 : Vipère au poing de Philippe de Broca
  - 2016 : un épisode de la 1re saison de la série Agathe Koltès de Christian Bonnet[15]

- Port-Louis
  - 2015 : Le Combat ordinaire de Laurent Tuel[14]

- Plougoumelen :
  - 2016 : West Coast de Benjamin Weill[3]

- Plouharnel
  - 2020 : L'Esprit de famille d'Éric Besnard[4]

## Q
- Quiberon
  - 1913 : La Glu[16] d'Albert Capellani
  - 2002 : Une femme de ménage de Claude Berri[17]
  - 2006 : Jean-Philippe de Laurent Tuel
  - 2018 : Trois jours à Quiberon d'Emily Atef

- Quistinic
  - 1988 : Chouans ! de Philippe de Broca (au château de la Villeneuve-Jacquelot[18])
  - 1996 : Marion du Faouët de Michel Favart (au château de la Villeneuve-Jacquelot[18])
  - 2013 : Elle s'en va d'Emmanuelle Bercot

## R
- La Roche-Bernard :
  - 2013 : Elle s'en va d'Emmanuelle Bercot

## S
- Saint-Aignan :
  - 2015 : le clip de la chanson Un jour, issue de la comédie musicale Les Trois Mousquetaires (au lac de Guerlédan lors de son assec)[19]

- Saint-Philibert
  - 2020 : L'Esprit de famille d'Éric Besnard[4]

- Saint-Pierre-Quiberon
  - 1999 : Astérix et Obélix contre César de Claude Zidi[20]
  - 2016 : 8e épisode de la 1re saison de la série Agathe Koltès d'Adeline Darraux (fort de Penthièvre)[10]
  - 2019 : Portrait de la jeune fille en feu en feu de Céline Sciamma[21]

- Sainte-Brigitte
  - 2023 : Rosalie de Stéphanie Di Giusto[22]

- Sarzeau
  - 1968 : le sketch Metzergenstein des Histoires extraordinaires de Roger Vadim[1]
  - 1988 : Chouans ! de Philippe de Broca[1]
  - 2016 : 1re saison de la série Agathe Koltès de Franck Lebreton[13]

- Séné
  - 1979 : Le Cavaleur de Philippe de Broca (à Boëdic)[1]

## T
- la Trinité-sur-Mer
  - 2010 : L'Homme qui voulait vivre sa vie d'Éric Lartigau[1]

## V
- Vannes
  - 1966 : La Bourse et la Vie de Jean-Pierre Mocky
  - 1979 : Le Cavaleur de Philippe de Broca
  - 2013 : plusieurs épisodes de la série chinoise Fleurs et brume de Chiung Yao (en)[13]
  - 2016 : 1re saison de la série Agathe Koltès de Franck Lebreton[13]
  - 2017 : Ôtez-moi d'un doute[23] de Carine Tardieu[24],[25]
  - 2019 : La Part du soupçon de Christophe Lamotte[25]
  - 2021 : Jugée coupable de Grégory Ecale[25]
  - 2024 : Histoire d’un mariage d'Anne Le Ny[25]